# Victoria Spence
Victoria Anne Spence, född 30 april 1984, Nya Zeeland. Hon kallas även för Tori.
Hon har varit med i ett antal reklamfilmer och hennes intressen är att sjunga, dansa och rida.
Men hon blev mer känd när hon började i TV-serien The Tribe, där hon spelade Salene. I första säsongen var hon endast 14 år. Hon är med i alla säsonger av The Tribe, troligtvis också sjätte säsongen (om den kommer).
Hon har medverkat i ett antal filmer och TV-serier och har också varit med i några TV-episoder.